# Kimba, el lleó blanc
Kimba, el lleó blanc  (ジャングル大帝, Janguru Taitei, L'emperador de la selva) és un anime de la dècada de 1960 creat per Osamu Tezuka, autor d'Astroboy, i basat en el manga creat pel mateix autor en els anys 1950. Va ser el primer anime en colors fet en el Japó. El manga es va publicar primer en revistes, però després va tenir el seu propi lloc en l'editorial Shogakukan.
L'anime ha estat immensament popular arreu del món –especialment en Austràlia, els Estats Units, Europa i fins i tot l'Orient Mitjà– des del 1960 fins al present.

## Argument
La sèrie comença a l'Àfrica on un grup de caçadors humans comença a capturar molts dels animals. Entre aquests animals hi ha un cadell de lleó anomenat Kimba (Leo, en la versió japonesa) i la seva mare Eliza. El pare de Kimba, Caesar (Panja, a la versió japonesa), que és el rei de la selva, és assassinat intentant salvar Kimba. El vaixell que va capturar Kimba i la seva mare comença a enfonsar-se i la seva mare li proporciona a Kimba una manera d'escapar i ell troba el camí de tornada a la selva. Al llarg del seu viatge, Kimba torna a casa seva a la selva i es converteix en un líder dels animals com el seu pare i intenta portar la pau entre els humans i els animals. Algunes de les maneres en què Kimba ho fa és adaptant tècniques humanes al regne animal, com ara l'agricultura.

## Controvèrsies
El 1994, Walt Disney Pictures va estrenar la pel·lícula d'animació The Lion King. Poc després de l'estrena van circular notícies sobre les similituds visuals que tenia amb Kimba, el lleó blanc. Algunes d'aquestes similituds incloïen el punt de la trama del pare d'un cadell de lleó que va tenir una mort tràgica, un lleó malvat amb una cicatriu sota l'ull (tot i que a Kimba, l'esmentat lleó, Claw, no està relacionat amb Kimba), i un babuí com a savi. Tot i que molts altres punts de la trama, com la interacció humana, a Kimba, el lleó blanc difereixen de l'absència d'humans de The Lion King, hi havia diverses similituds de disseny. El director de l'obra de Disney, Rob Minkoff, va afirmar que desconeixia la sèrie de televisió tot i reconèixer aquestes similituds, i també creia que dins dels elements explicatius d'històries a l'Àfrica, segurament hi havia semblances entre totes elles. A més, aquesta polèmica va atreure una gran atenció mediàtica. Per exemple, es va fer referència a un episodi de 1996 d'Els Simpson titulat «'Round Springfield». En aquest episodi, la Lisa mira als núvols on apareix Mufasa de The Lion King i li diu «Has de venjar la meva mort, Kimba, vull dir Simba», fent referència a les similituds entre les dues obres.
El 2019, Walt Disney Pictures va publicar un remake CGI de la pel·lícula amb The Lion King, que va fer ressorgir la polèmica entre ambdós personatges. Quan es va publicar el remake de Disney, un article de The Washington Post va parlar dels problemes de drets d'autor entre el remake i Kimba, el lleó blanc. La família Tezuka i el director de Tezuka Productions van afirmar que les lleis de drets d'autor són lleugerament diferents al Japó i, per tant, no es considera que The Lion King infringeix els drets d'autor. Tots dos van veure que les dues obres presentaven similituds en elements amplis sobre la natura i que no seria possible esgrimir drets d'imatge. A més, Billy Tringali va afirmar que és habitual que els escriptors japonesos s'inspirin els uns dels altres; tanmateix, com a resultat, la controvèrsia a la producció estatunidenca rau en la manca de reconeixement o similituds.